# Anna (pel·lícula de 1951)
Anna és una pel·lícula de melodrama italiana del 1951 dirigida per Alberto Lattuada i protagonitzada pel mateix trio que Arròs amarg: Silvana Mangano  com a Anna, la pecadora que es converteix en monja, Raf Vallone com a Andrea, l'home ric que l'estima, i Vittorio Gassman com a Vittorio, el cambrer malvat. que posa Anna en una situació perillosa.
La germana real de Silvana Mangano, Patrizia Mangano, fa de germana d'Anna a la pel·lícula. Sophia Loren té un petit paper no acreditat com a ajudant de discoteca. Els futurs directors de cinema Franco Brusati i Dino Risi van coescriure el guió.
La pel·lícula inclou les cançons "Non Dimenticar" i "El negro zumbón", un baião popularitzat als EUA com "Anna" i gravat molt més tard per Pink Martini

## Argument
Anna, una jove monja novel·la, treballa com a infermera en un hospital públic de Milà, on és molt estimada per metges i pacients per la seva dolçor i el zel que posa en la seva feina. Una nit arriba a l'hospital un home que va resultar ferit greu en un accident de trànsit, on l'Anna reconeix l'Andrea, el jove de qui estava enamorada i amb qui se suposava que s'havia de casar abans de fer els seus vots. Mentre el metge opera al ferit, la novel·la pensa en els esdeveniments passats que la van portar a la nova elecció de vida.
Temps abans, l'Anna era cantant en una discoteca: en aquella època era l'amant de Vittorio, dependent de bar del mateix club, un home cruel i cínic, al qual estava vinculada per una passió morbosa. Després d'haver conegut Andrea, un bon jove de bons principis, s'havia enamorat d'ell i, per evitar la influència de Vittorio, havia abandonat la seva feina i s'havia refugiat a la granja de la seva estimada, on havia estat acollida per la seva família, després d'un desconfiança inicial per part de la mare d'Andrea. Però en Vittorio havia aconseguit localitzar la noia i, després d'haver-se presentat a la finca el dia abans del casament d'Anna amb Andrea, es van enfrontar a una baralla violenta, durant la qual es va disparar un tret que va matar Vittorio. L'Anna, que havia estat ferida en la mateixa baralla per l'Andrea, que havia comès un crim per culpa seva, havia fugit aleshores traumatitzada de la finca i després va ser rescatada per un transeünt; la dona, durant la seva estada hospitalària, va prendre la decisió de prendre vots i fer-se monja.
L'ànima de la novel·la es trenca entre l'amor per l'home, encara viu en ella, i els deures derivats de la seva nova vida: l'Andrea, que ha sobreviscut a l'operació i ja està convalescent, declara que encara està enamorat d'ella i li demana tornar a casar-s'hi, proposant-li que fugi amb ell de l'hospital el vespre que li donen l'alta; L'Anna està a punt de cedir, però, quan arriba la notícia d'un greu desastre ferroviari, que ha causat nombrosos ferits, alguns dels quals es troben en condicions crítiques, opta per no tornar amb l'Andrea, perdent així la cita i preparant-se, juntament amb el professor Ferri, metge titular de l'hospital, per a una operació quirúrgica al quiròfan d'un dels ferits més greus de l'accident, convençuda de cor, malgrat el patiment d'haver hagut de renunciar de nou a l'home que estima, d'haver pres la decisió correcta.

## Repartiment
- Silvana Mangano: Anna
- Raf Vallone: Andrea
- Vittorio Gassman: Vittorio
- Gaby Morlay: Mare Superiora
- Jacques Dumesnil: Professor Ferri
- Patrizia Mangano: Luisa
- Natascia Mangano: Lucia
- Piero Lulli: Doctor Manzi
- Dina Romano: germana Virginia
- Rosita Pisano: germana Carmela
- Bianca Dòria: dona que dona a llum
- Rocco D'Assunta: un pare
- Lyla Rocco: una infermera
- Dina Perbellini: una pacient
- Emilio Petacci: Coronel Zenner
- Tina Lattanzi: la mare de l'Andrea
- Sofia Lazzaro: assistent de Vittorio a la discoteca
- Lamberto Maggiorani: pacient ferit a l'estómac
- Armando Libianchi: propietari de la discoteca

## Producció
Lattuada, acabat de sortir del fracàs de la seva anterior pel·lícula Luci del varietà (codirigida amb Federico Fellini) i carregat de deutes, per recuperar-se econòmicament accepta dirigir per a Lux Film un Melodramma strappalacrime, una tendència molt popular entre el públic italià de l'època.
La pel·lícula es va rodar en part a l'Hospital Niguarda Ca' Granda de Milà; l'inici de la pel·lícula està dedicat a mostrar l'alta qualitat de les instal·lacions de l'hospital: cuines, bugaderies i altres departaments, construïdes amb criteris molt avançats per aquells temps. Moltes escenes exteriors es van filmar a la finca de Dino De Laurentis Villa Catena (la finca de la família d'Andrea a la pel·lícula de ficció), situada a Poli, a la província de Roma (mentre que a la pel·lícula de ficció la finca es troba al camp dels voltants de Milà). Els exteriors de les masies i els camins de la Mortella encara són visibles avui a l'interior de la finca, en estat d'abandonament. L'església on es filmen algunes escenes també es troba a Poli i és l'església parroquial de San Pietro (tant el Baptisteri com l'altar major són visibles i reconeixibles). Molts dels figurants van ser escollits per la producció entre els habitants de Poli.
També apareix a la pel·lícula, en el petit paper de l'assistent de Vittorio Gassman a la discoteca, una aleshores nouvinguda i desconeguda Sophia Loren, acreditada als crèdits amb el seu primer pseudònim, Sofia Lazzaro.

## Banda sonora
La banda sonora d' Anna inclou dos temes famosos cantats per Flo Sandon's. Non Dimenticar, música de Gino Redi i lletra original de Michele Galdieri,v a aconseguir un gran èxit en la versió de Nat King Cole el 1958 i més tard va ser reinterpretada per artistes com Jerry Vale i Sergio Franchi. La samba (baião) El Negro Zumbón escrita per Franco Giordano però registrada a Siae juntament amb Armando Trovajoli, que és ballada per Silvana Mangano, es va popularitzar també a l'estranger amb el nom d'Anna i va ser gravada, entre d'altres, per Amália Rodrigues el 1953, Connie Francis el 1961, Tito Puente  l'any 2000 i de Pink Martini l'any 2004. El guitarrista que es veu a l'escena tocant la cançó El Negro Zumbon és Gino Palombo, oncle i professor dels guitarristes Mauro Restivo i Giovanni Palombo, mentre que el director de l'orquestra que toca dempeus és l'autor de la cançó Franco Giordano.

## Recepció
La pel·lícula es va estrenar als cinemes italians el 20 de desembre de 1951 i va ser el major èxit comercial del director: Anna va ser, de fet, la primera pel·lícula italiana que va assolir els mil milions de lires italianes en ingressos, que la va convertir en la més taquillera d'Itàlia de la temporada de cinema 1951-52, recuperant així les finances de Lattuada.
Actualment, la pel·lícula ocupa el 38è lloc en el rànquing de les pel·lícules italianes més vistes de tots els temps amb 8.965.624 espectadors de pagament.